# Rockin' (The Guess Who)
Rockin' è  il sesto album in studio del gruppo musicale canadese The Guess Who, pubblicato nel 1971.

## Tracce
1. Heartbroken Bopper - 4:52
2. Get Your Ribbons On - 2:36
3. Smoke Big Factory - 3:57
4. Arrivederci Girl - 2:31
5. Guns, Guns, Guns - 4:59
6. Running Bear - 2:19
7. Back to the City - 3:37
8. Your Nashville Sneakers - 2:55
9. Herbert's a Loser - 3:35
10. Hi Rockers! - 6:50

- - Sea of Love
  - Heaven Only Moved Once Yesterday
  - Don't You Want Me

## Formazione
- Burton Cummings – voce, tastiera, sassofono
- Kurt Winter – chitarra, cori
- Greg Leskiw – chitarra, cori, voce (in "Herbert's a Loser")
- Jim Kale – basso, cori
- Garry Peterson – batteria